# Ilex ciliospinosa
Ilex ciliospinosa är en järneksväxtart som beskrevs av Ludwig Eduard Loesener. Ilex ciliospinosa ingår i släktet järnekar, och familjen järneksväxter. Inga underarter finns listade i Catalogue of Life.